# Caffrocrambus jansei
Caffrocrambus jansei là một loài bướm đêm trong họ Crambidae.